# Næsby Kirke (Odense Kommune)
 For alternative betydninger, se Næsby Kirke. (Se også artikler, som begynder med Næsby Kirke)
Næsby Kirke er en kirke i Odensebydelen Næsby.
Landsbyen Næsby hørte tidligere under Næsbyhoved-Broby Sogn, men som følge af befolkningsvæksten efter 1900 blev behovet for en lokal kirke påtrængende. Indledningsvis afholdtes derfor månedlige gudstjenester på Næsby Skole, indtil man 1938 gik i gang med planer om at opførelse en egentlig kirke i landsbyen. Grundstenen til denne blev lagt 2. juni 1942 og kirken kunne indvies 13. december samme år.

## Bygning
Næsby Kirke er tegnet af arkitekt Knud Brücker og opført i røde teglsten uden sokkel. Den består af kor, skib og tårn, der alle er holdt i samme bredde, idet korrummet flankeres af sakristi og materialrum og derfor fremtræder smallere indvendigt. Tårnrummet fungerer som våbenhus.

## Inventar
Inventaret er i alt væsentlig fra kirkens opførelsestidspunkt og tegnet af dens arkitekt, Brücker. 1947 skænkede konsul Th. Andersen, Odense, et korbuekrucifiks til kirken; det er skåret af Thorvald Petersen. Orglet blev fornyet 1976 og en stor del af altersølvet er udført af Erik Sjødahl i perioden 1992-2009. Koret er istandsat 2001 efter plan af arkitekt Alan Havsteen-Mikkelsen.

- Kirkens klokke er støbt af De Smithske i Ålborg